# سيزار مارتن
سيزار مارتن فيلار (بالإسبانية: César Martín)‏، من مواليد 3 ابريل 1977 في أوفيدو في إسبانيا، لاعب كرة قدم إسباني.
بدأ مسيرته الكروية مع نادي ريال أوفيدو في عام 1994، ولعب معهم حتى عام 1999، وشارك معهم في 101 مباراة وسجل 6 أهداف، وفي عام 1999 انتقل إلى نادي ديبورتيفو لاكارونا، ولعب معهم حتى عام 2006، وشارك معهم في 86 مباراة وسجل هدف واحد، وفي موسم 2006/2007 انتقل إلى نادي ليفانتي، ولعب معهم 3 مباريات، ومنذ عام 2007 وهو يلعب مع نادي بولتون واندررز الإنجليزي.
و هو يلعب مع منتخب إسبانيا لكرة القدم منذ عام 1999.

## روابط خارجية
- سيزار مارتن على موقع الاتحاد الدولي (مؤرشف)  (الإنجليزية)
- سيزار مارتن على موقع قاعدة بيانات كرة القدم.إي يو (الإنجليزية)
- سيزار مارتن على موقع ناشيونال فوتبول تيمز (الإنجليزية)
- سيزار مارتن على موقع Soccerbase.com (لاعب) (الإنجليزية)
- سيزار مارتن على موقع Soccerway.com (الإنجليزية)
- سيزار مارتن على موقع عالم كرة القدم.نت (الإنجليزية)
- سيزار مارتن على موقع كووورة